# شكافت زون (مقاطعة فيروزآباد)
شكافت زون (بالفارسية: مزرعه شکفت زون) هي منطقة سكنية تقع في فارس في إيران. يقدر عدد سكانها بـ 16 نسمة .